# Дильман, Даниил Олегович
Даниил Олегович Дильман (род. 26 февраля 1996 года, Новосибирск, Россия) — российский сноубордист, выступающий в сноуборд-кроссе. Двукратный чемпион мира среди юниоров (2014, 2015), участник зимних Олимпийских игр 2018. Мастер спорта России международного класса. Трёхкратный чемпион России (2015, 2016 и 2018).

## Спортивная карьера
Даниил Дильман начал заниматься сноубордом в возрасте 7 лет в Новосибирске.
18 декабря 2010 года Даниил дебютировал на международной арене на этапе Кубка Европы в итальянском Кортина-д’Ампеццо.
На этапах Кубка мира Даниил Дильман дебютировал 16 декабря 2011 года в Тельюрайде, США, заняв 64-е место в сноуборд-кроссе. Наивысшим успехом Даниила на этапах Кубка мира является 6-е место, достигнутое 11 февраля 2017 года на этапе Кубка мира в Фельдберге, Германия.
В 2013 году на Европейском юношеском Олимпийском фестивале в Румынии Даниил Дильман стал 9-м в сноуборд-кроссе.
На чемпионатах мира среди юниоров в сноуборд-кроссе Даниил Дильман выиграл два золота, в 2014 и 2015 годах.
Принял участие в трёх чемпионатах мира по сноуборду. В 2013 году Даниил был 45-м, в 2015 и 2017 годах показал 22-й результат.
В 2015 году Даниил Дильман принял участие в зимней Универсиаде в испанской Гранаде, где занял 6-е место в сноуборд-кроссе.
В 2018 году на Зимних Олимпийских играх в Пхёнчхане Даниил Дильман показал 31-е место и выбыл на стадии 1/8 финала.
В 2019 стал серебряным призёром зимней Универсиады.

## Спортивные достижения
- Двукратный чемпион мира среди юниоров (2014, 2015);
- Чемпион России (2015, 2016, 2018);
- Бронзовый призёр чемпионатов России (2011, 2017);
- Серебряный призер зимней Универсиады (2019).